# Dadá Maravilha
Dada, właśc. Dario José dos Santos lub Dadá Maravilha (ur. 4 marca 1946 w Rio de Janeiro) – brazylijski piłkarz.

## Kariera piłkarska
- 1967–1968: Campo Grande Atlético Clube
- 1968–1972: Clube Atlético Mineiro
- 1973–1974: CR Flamengo
- 1974: Atlético-MG
- 1974–1975: Sport Club do Recife
- 1976–1977: Sport Club Internacional
- 1977–1978: Associação Atlética Ponte Preta
- 1978–1979: Atlético-MG
- 1979: Paysandu SC
- 1980: Náutico
- 1981: Santa Cruz Futebol Clube
- 1981–1983: EC Bahia
- 1983: Coritiba FBC
- 1984: Clube Atlético Mineiro
- 1984–1985: Nacional Futebol Clube
- 1985: Esporte Clube XV de Novembro
- 1986: Douradense
- 1986: Comercial de Registro